# 格申拉爾普湖
46°38′43″N 8°29′4″E / 46.64528°N 8.48444°E

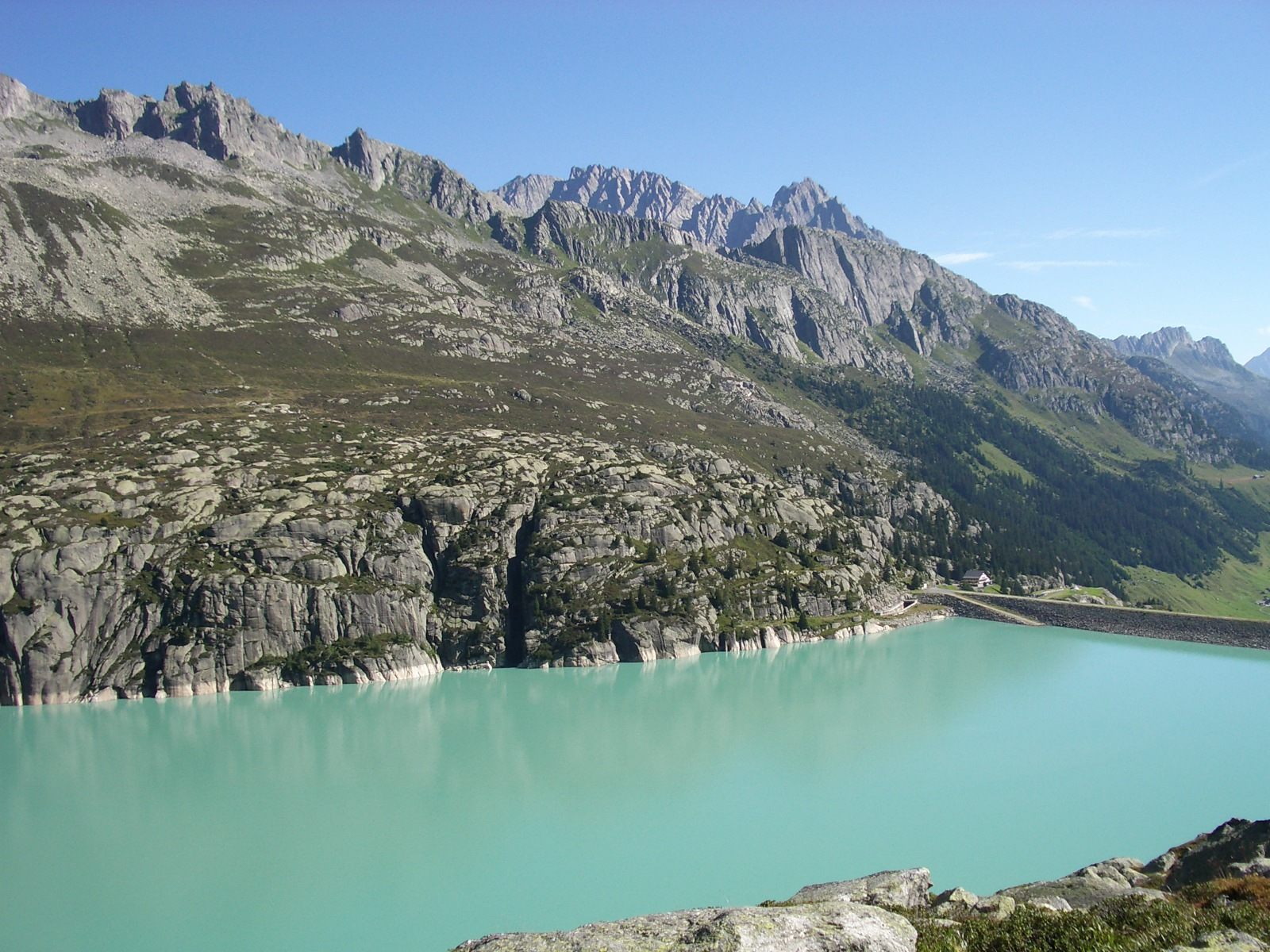

格舍拉爾普湖（Göscheneralpsee），是瑞士的水庫，位於該國中部，由烏里州負責管轄，長2.7公里、寬0.8公里，面積1.3平方公里，海拔高度1,792米，最大水深106米，水體容量7,600萬立方米。